# Hals Sogn (Læsø)
 For alternative betydninger, se Hals Sogn. (Se også artikler, som begynder med Hals Sogn)
Hals Sogn er et sogn i Hjørring Nordre Provsti (Aalborg Stift).
Læsøs 3 sogne (Byrum Sogn, Vesterø Sogn og Hals Sogn) hørte til Læsø Herred i Hjørring Amt og udgjorde i 1800-tallet én sognekommune. Læsø Kommune blev bevaret ved kommunalreformen i 1970 og strukturreformen i 2007.
I Hals Sogn ligger Østerby Kirke.
I sognet findes følgende autoriserede stednavne:
- Bangsbo (bebyggelse)
- Bangsbo Gårde (bebyggelse)
- Bløden (vandareal)
- Bløden Hale (areal)
- Danzigmand (areal)
- Gammel Østerby (bebyggelse, ejerlav)
- Hankær (areal)
- Jegens Bugt (vandareal)
- Jegens Odde (areal)
- Kirkebugt (vandareal)
- Klitten (bebyggelse)
- Krogen (vandareal)
- Lunden (areal)
- Mosen (bebyggelse)
- Skoven (bebyggelse)
- Syrbugt (vandareal)
- Syrodde (areal)
- Syrsig (areal)
- Tyvhullerne (bebyggelse)
- Vesterstrand (bebyggelse)
- Østerby Havn (bebyggelse)